# Vogue (magazine britannique)
Vogue, souvent appelé British Vogue ou Vogue UK est la déclinaison britannique du magazine de mode américain Vogue.
Le siège du magazine est à Londres.

## Historique
Le Vogue américain est déjà distribué depuis 1912 dans les quartiers riches de Londres ; à l'aube de la Première Guerre Mondiale, il s'en vend seulement 4 000 exemplaires, les lectrices de ce pays préférant les magazines européens. Mais les restrictions d'exportations durant le conflit font que l'édition américaine voit ses ventes multipliées par quatre. Pourtant, les réductions de papier aux États-Unis et les difficultés à acheminer le magazine ne favorisent pas la diffusion en Angleterre. Condé Nast souhaite donc développer une édition spécifique de l'autre côté de l'Atlantique.
Le British Vogue, alors bimensuel, est lancé en septembre 1916 pour un shilling. C'est la première édition du magazine créée à l'étranger, peu après la reprise du titre aux États-Unis par Condé Nast. Au départ, le British Vogue est essentiellement le même que l'édition américaine : même si chaque éditions se consacrait aux sujets nationaux, le contenu (illustrations ou articles), ainsi que la maquette, étaient adaptés mais très similaires, les couvertures ou reportages restant le plus souvent internationaux et communs à toutes les éditions de Condé Nast. Le magazine voit à sa tête Dorothy Todd peu accès sur la mode. À l'opposé, focalisée sur le style et la haute couture, Elspeth Champcommunal la remplace un an plus tard ; elle y restera jusqu'en 1924. La première couverture est illustrée par Helen Thurlow.
Au milieu des années 1920, Dorothy Todd redevient rédactrice en chef. Lesbienne, intellectuelle, elle n'a aucun intérêt pour la mode et remplace partiellement les articles vestimentaires par ceux traitant de littérature. Elle modifie sensiblement le contenu éditorial du magazine ; celui perd alors de nombreux lecteurs, ainsi que de l'argent, à cause de ces changements. Edna Woolman Chase, l’éditrice en chef de toutes les éditions de Vogue, arrive des États-Unis pour remettre tout cela en place. Dorothy Todd ne restera pas et Alison Settle prend le poste. Durant les neuf ans qu'elle passe à ce poste, le commence à s'émanciper de l'édition américaine. Le magazine prend alors la réputation d'être un « journal intelligent s'adressant à des lecteurs intelligents ». À partir de juillet 1932, la photographie remplace l'illustration en couverture du magazine. La photographie occupera de tous temps un rôle prépondérant au sein de ce magazine.
Elizabeth Penrose arrive comme rédactrice en chef, puis est remplacée en 1940 par Audrey Withers. Cette dernière y reste vingt ans.
Le Vogue anglais était jusque-là une publication luxueuse avec 36 parutions par an. Mais début 1939, celle-ci est réduite à 24 numéros puis suspendue en octobre 1939. Le mois suivant, afin de respecter le rationnement de papier alors en vigueur, le magazine passe à un rythme mensuel, ce qui va durer pendant une vingtaine d'années. Bien que recevant une partie de son contenu photographique de l'édition des États-Unis, la gravité de la Guerre en Europe fait que l'édition britannique s'éloigne encore plus, durant cette période, de la ligne directrice de sa consœur américaine, tendance qui perdurera au cours des décennies suivantes. Après la Guerre, l'édition anglaise a souffert et ne retrouve pas l'importance qu'elle avait dans les années 1930. Plus rapidement que les autres éditions internationales de Vogue, la photographie prend dans la version anglaise une place prédominante dans les années qui suivent.
Dans les années 1960, période du Swinging London, Londres est la capitale de la mode. Cette édition retrouve de son importance, entre autres grâce au travail du photographe David Bailey avec Jean Shrimpton, ou Penelope Tree plus tard.
Au milieu des années 1960, Beatrix Miller en devient rédactrice en chef. Helmut Newton, Guy Bourdin, Norman Parkinson entré en 1941, ou David Bailey sont les photographes principaux. Puis Anna Wintour en est la rédactrice en chef pendant deux ans, avant de prendre la tête du Vogue américain plus tard. Durant les années 1970, selon le renommé photographe Patrick Demarchelier dont la carrière a décollé après sa rencontre avec Grace Coddington vers cette période, « c'était le meilleur magazine au monde, celui pour qui tu voulais vraiment travailler ». Le magazine expérimente alors les prémices des séries de mode.
Liz Tilberis la « protégée » de Beatrix Miller, qui avait déjà passé vingt ans au sein du magazine, devient rédactrice en chef en 1988. Ces années là, les Supermodels sont au sommet de leur gloire : Christy Turlington est cinq fois en couverture du magazine en 1990 et Linda Evangelista cinq fois en 1991. Liz Tilberis met aussi en couverture Lady Di. Les ventes progressent, dépassant les 200 000 exemplaires. Mais Elizabeth Tilberis quitte le magazine anglais quatre ans après sa prise de poste pour rejoindre Harper's Bazaar aux États-Unis.
Depuis les années 1990, Alexandra Shulman est la rédactrice en chef, secondée longtemps par Robin Derrick (en). Jamais les ventes n'ont été aussi hautes. Elle est remplacée par Edward Enninful en août 2017. Celui-ci modernise la publication, faisant entrer la diversité : Adwoa Aboah fait la couverture du numéro de novembre 2017, puis Rihanna en septembre 2018. En octobre 2022, l'acteur Timothée Chalamet pose seul en couverture, une première pour un magazine féminin.
| Nom                   | Début | Fin  |
| --------------------- | ----- | ---- |
| Dorothy Todd          | 1916  | 1917 |
| Elspeth Champcommunal | 1917  | 1924 |
| Dorothy Todd          | 1924  | 1926 |
| Alison Settle         | 1926  | 1934 |
| Elizabeth Penrose     | 1934  | 1940 |
| Audrey Withers        | 1940  | 1960 |
| Ailsa Garland         | 1960  | 1964 |
| Beatrix Miller        | 1964  | 1985 |
| Anna Wintour          | 1986  | 1987 |
| Liz Tilberis          | 1988  | 1992 |
| Alexandra Shulman     | 1992  | 2017 |
| Edward Enninful       | 2017  | -    |